# Oonopoides orghidani
Oonopoides orghidani este o specie de păianjeni care aparține genului Oonopoides, familia Oonopidae. Specia, descrisă de Margareta Dumitrescu și Maria Georgescu în 1983, a fost denumită în onoarea lui Traian Orghidan, arahnolog român.